# Enytus nitidiventris
Enytus nitidiventris är en stekelart som först beskrevs av Horstmann 1980.  Enytus nitidiventris ingår i släktet Enytus och familjen brokparasitsteklar. Inga underarter finns listade i Catalogue of Life.